# Тасуев, Абдул-Керим
Абдул-Керим Тасуев (род. 5 июня 2002, Чечня) — российский дзюдоист, бронзовый призёр Спартакиады молодёжи России 2021 года, победитель и призёр этапов Кубка Европы среди кадетов, бронзовый призёр чемпионата СКФО 2019 года, серебряный призёр розыгрыша Кубка России 2022 года, бронзовый призёр чемпионата России 2023 года. Чеченец. Выступает в полусредней весовой категории (до 81 кг).

## Спортивные соревнования
- Кубок России по дзюдо 2022 — ;
- Чемпионат России по дзюдо 2023 — ;
- Этап Кубка Европы 2025 (Сараево) — [4].